# 刘英姿 (政治人物)
刘英姿（1965年4月—），湖南益阳人，中国政治人物，曾任武汉市洪山区人民政府副区长、武汉市人民政府副市长、湖北省卫生健康委员会主任。

## 生平
1965年4月出生于湖南省益阳市，1989年6月参加工作，是中国民主建国会成员，博士研究生，教授。1986年毕业于华中工学院自控和计算机系计算机软件专业本科。1989年毕业于华中理工大学图像所模式识别专业硕士研究生。1989年6月至1998年9月在华中理工大学任职。1998年9月至2004年10月在华中科技大学任职，期间在华中科技大学攻读管理工程专业在职博士研究生。2003年7月开始挂职任武汉市洪山区人民政府副区长并从2004年10月起正式任职。2012年1月起任武汉市人民政府副市长。2018年3月起，任湖北省卫生和计划生育委员会主任。2018年11月19日起，任湖北省卫生健康委员会主任。2020年2月11日，经湖北省十三届人大常委会第十四次会议决定，免去其湖北省卫生健康委员会主任职务。2021年10月28日，中国人民政治协商会议湖北省第十二届委员会常务委员会第十四次会议决定，任命刘英姿为省政协文化文史和学习委员会副主任。

## 事件
2020年1月29日，2019冠状病毒病武汉市疫情初期，湖北省召开第8场新型肺炎疫情防控新闻发布会。会上，针对“湖北省112家医院有10万张病床”的质疑，刘英姿回应称，10万张床是医院规划数，不是所有床位都用于接收传染病人。